# Bahnhof Fukushima
Der Bahnhof Fukushima (japanisch 福島駅 Fukushima-eki) befindet sich in Fukushima in der Präfektur Fukushima. Der Bahnhof ist ein wichtiger Eisenbahnknotenpunkt.

## Linien
Fukushima wird von den folgenden Linien bedient:
- JR East Tōhoku-Shinkansen
- JR East Yamagata-Shinkansen
- JR East Tōhoku-Hauptlinie
- JR East Ōu-Hauptlinie

## Nutzung
Im Jahr 2006 nutzten im Durchschnitt täglich 15.033 Personen die JR-Linien an diesem Bahnhof.

## Geschichte
Am 15. Dezember 1887 wurde der Bahnhof von der ersten privaten Eisenbahngesellschaft Japans, der Nippon Tetsudō, eröffnet.